# Беккея
Беккея (лат. Baeckea) — род деревянистых растений семейства Миртовые (Myrtaceae).

## Ботаническое описание
Кустарники. Листья супротивные, узкие, часто игольчатые, 1—2 мм длиной. Цветки белые, душистые, сидят в пазухах листьев по одному—два или собраны в пазушные зонтики; венчик пятилепестный, завязь нижняя.

## Таксономия
Baeckea L., Sp. Pl.: 358 (1753).
Род назван в честь шведского архиятра и ботаника Абрахама Бекка.

### Синонимы
- Allostis Raf. (1838)
- Drosodendron M.Roem. (1846)
- Imbricaria Sm. (1797), nom. illeg.
- Jungia Gaertn. (1788), nom. illeg.
- Mollia J.F.Gmel. (1791), nom. illeg.
- Murrinea Raf. (1838)
- Neuhofia Stokes (1812)
- Schidiomyrtus Schauer (1843)
- Tjongina Adans. (1763)

### Виды
Род включает 29 видов:
- Baeckea brevifolia (Rudge) DC.
- Baeckea diosmifolia Rudge
- Baeckea elderiana Pritz.
- Baeckea exserta S.Moore
- Baeckea frutescens L. typus[1] — Беккея кустарниковая
- Baeckea grandibracteata Pritz.
- Baeckea grandiflora Benth.
- Baeckea grandis Pritz.
- Baeckea gunniana Schauer ex Walp.
- Baeckea imbricata (Gaertn.) Druce
- Baeckea kandos A.R.Bean
- Baeckea latens C.R.P.Andrews
- Baeckea latifolia (Benth.) A.R.Bean
- Baeckea leptocaulis Hook.f.
- Baeckea leptophylla (Turcz.) Domin
- Baeckea linifolia Rudge
- Baeckea muricata C.A.Gardner
- Baeckea ochropetala F.Muell.
- Baeckea omissa A.R.Bean
- Baeckea pachyphylla Benth.
- Baeckea pentagonantha F.Muell.
- Baeckea pygmaea R.Br. ex Benth.
- Baeckea robusta F.Muell.
- Baeckea staminosa Pritz.
- Baeckea subcuneata F.Muell.
- Baeckea trapeza A.R.Bean
- Baeckea tuberculata Trudgen
- Baeckea uncinella Benth.
- Baeckea utilis F.Muell. ex Miq.